# Market Street Cinema
Market Street Cinema fue un histórico teatro situado en la vía homónima, en el distrito de Mid-Market de San Francisco (California). Fue fundado en 1912 por David y Sid Grauman con el nombre de Imperial Theater. Se convirtió en una sala de cine como Premiere Theatre (1929) y United Artists Theatre (1931).
El estreno mundial benéfico de Harry el sucio, película protagonizada por Clint Eastwood, se celebró aquí el 22 de diciembre de 1971.
En 1972 pasó a llamarse Market Street Cinema y se utilizó hasta principios de la década de 2000 como local de entretenimiento para adultos. El papel del teatro en la industria del sexo de San Francisco en la década de 1980 se documentó en un ensayo fotográfico del fotógrafo Leon Mostovoy. En octubre de 2015, la Comisión de Planificación de San Francisco aprobó un plan para demoler el teatro y sustituirlo por un edificio de ocho plantas.
El Market Street Cinema se considera embrujado en la cultura popular: aparece en un episodio de 2013 de Buscadores de fantasmas y fue utilizado como lugar de rodaje por el cineasta Charles Webb para una película de terror de bajo presupuesto llamada G-String Horror.
El 15 de agosto de 2016, Mint Minx Press publicó la novela Market Street Cinema de la autora Michele Machado, que narra el relato ficticio de una bailarina que trabaja en el club en 1998.